# Economia do Irão
Com um PIB (PPP) de 842000 milhões de dólares (est. 2008), a economia do Irã é um misto de planejamento centralizado, propriedade estatal do petróleo e de outras grandes empresas, agricultura tradicional e comércio e serviços privados de pequeno porte. De acordo com o Banco Mundial, seu produto nacional bruto em 2007 foi de 246 544 milhões de dólares, o que coloca o país na 29.ª posição no mundo. O atual governo continua a seguir os planos de reforma econômica do anterior, indicando que procurará diversificar uma economia dependente do petróleo (3,9 milhões de barris/dia). O governo iraniano vem tentando diversificá-la por meio de investimentos em outras áreas, como as indústrias automobilística, aeroespacial, de eletrônica ao consumidor, patroquímica e nuclear. O Irã também espera atrair bilhões de dólares em investimentos estrangeiros ao criar um ambiente econômico mais favorável, por meio de medidas tais como a redução de restrições e tarifas alfandegárias a importações e a criação de zonas de livre comércio de que são exemplos as de Chabahar e da ilha de Kish. O Irã moderno apresenta uma classe média sólida e uma economia em crescimento, mas continua a sofrer com altos índices de inflação e de desemprego.
Os déficits orçamentários têm sido um problema crônico, em parte devido aos grandes subsídios estatais, que somam algo como 7,25 bilhões de dólares ao ano, especialmente a produtos alimentícios e gasolina.
O Irã é o segundo maior produtor de petróleo da OPEP e possui 10% das reservas mundiais comprovadas. Também possui a segunda maior reserva de gás natural do mundo, após a Rússia.
O investimento estatal incentivou o setor agrícola, com a liberalização da produção e melhorias na embalagem e no marketing, que permitiram desenvolver novos mercados de exportação. O setor agrícola teve o maior crescimento relativo nos anos 1990, devido aos sistemas de irrigação em grande escala e à produção disseminada de produtos agrícolas de exportação como damascos, flores e pistachios. A agricultura continua a ser um dos maiores empregadores no país.
Os principais parceiros comerciais do Irã são a França, a Alemanha, a Itália, a Espanha, a Rússia, a República Popular da China, o Japão e a Coreia do Sul. A partir do fim dos anos 1990, o Irã tem aumentado a sua cooperação econômica com outros países em desenvolvimento, como a Síria, a Índia, Cuba, Venezuela e a África do Sul, e vem expandindo seus laços comerciais com a Turquia e o Paquistão, compartilhando com seus parceiros a ideia de criar um mercado comum na Ásia Ocidental e Central. Seus principais produtos de exportação são o petróleo (80%), produtos químicos e petroquímicos, frutas e nozes, tapetes e caviar. Desde 2005, o Irã tem status de observador na Organização Mundial do Comércio.
O Irã esta sob pesadas sanções econômicas pela Comunidade Internacional desde 1979, porém elas foram acentuadas a partir da década de 1990 com a descoberta do programa nuclear iraniano, algo que nações como Estados Unidos, França e Reino Unido interpretam como uma ameaça a estabilidade global. Como resultado, a economia do Irã cambaleou forte entre as décadas os 90 e o começo da década de 2010, mas vem se recuperando lentamente.
A moeda do Irã é o rial, dividido em cem dinares. O câmbio é flutuante desde 2002.

## Comércio exterior
Em 2020, o país foi o 66.º maior exportador do mundo (US $ 27,1 bilhões, 0,1% do total mundial). Já nas importações, em 2019, foi o 65.º maior importador do mundo: US $ 27,3 bilhões.

## Setor Primário

### Agricultura
Em 2018, o Irã:
- Foi o 13.º maior produtor mundial de trigo (14,5 milhões de toneladas);
- Produziu 8,1 milhões de toneladas de cana-de-açúcar, que serve para produzir açúcar e etanol;
- Foi o 6.º maior produtor mundial de tomate (6,5 milhões de toneladas);
- Foi o 13.º maior produtor mundial de batata (5,3 milhões de toneladas);
- Foi o 13.º maior produtor mundial de beterraba (4,9 milhões de toneladas), que serve para produzir açúcar e etanol;
- Foi o 2.º maior produtor mundial de melancia (4,1 milhões de toneladas), perdendo somente para a China;
- Foi o 16.º maior produtor mundial de cevada (2,8 milhões de toneladas);
- Foi o 5.º maior produtor mundial de maçã (2,5 milhões de toneladas);
- Foi o 5.º maior produtor mundial de cebola (2,4 milhões de toneladas);
- Foi o 2.º maior produtor mundial de pepino/picles (2,2 milhões de toneladas), perdendo somente para a China;
- Foi o 10.º maior produtor mundial de uva (2 milhões de toneladas);
- Foi o 10.º maior produtor mundial de laranja (1,8 milhões de toneladas);
- Foi o 3.º maior produtor mundial de melão (1,7 milhões de toneladas), perdendo somente para a China e Turquia;
- Foi o 3.º maior produtor mundial de tâmara (1,2 milhões de toneladas), perdendo somente para Egito e Arábia Saudita;
- Foi o 5.º maior produtor mundial de beringela (666 mil toneladas);
- Foi o 7.º maior produtor mundial de pêssego (645 mil toneladas);
- Foi o maior produtor mundial de pistache (551 mil toneladas);
- Foi o 3.º maior produtor mundial de noz (409 mil toneladas), perdendo somente para China e EUA;
- Foi o 3.º maior produtor mundial de damasco (342 mil toneladas), perdendo somente para Turquia e Uzbequistão;
- Foi o 5.º maior produtor mundial de ameixa (313 mil toneladas);
- Foi o 4.º maior produtor mundial de kiwi (266 mil toneladas), perdendo para China, Itália e Nova Zelândia;
- Foi o 3.º maior produtor mundial de amêndoa (139 mil toneladas), perdendo somente para EUA e Espanha;
- Foi o 8.º maior produtor mundial de chá (109 mil toneladas);
- Foi o 4.º maior produtor mundial de marmelo (76 mil toneladas), perdendo para Uzbequistão, Turquia e China;
- Produziu 2 milhões de toneladas de arroz;
- Produziu 1,3 milhão de toneladas de milho;
- Produziu 525 mil toneladas de alface e chicória;
- Produziu 465 mil toneladas de tangerina;
- Produziu 445 mil toneladas de limão;
- Produziu 337 mil toneladas de cenoura;
- Produziu 285 mil toneladas de feijão;
- Produziu 221 mil toneladas de grão-de-bico;
- Produziu 210 mil toneladas de soja;
- Produziu 154 mil toneladas de abóbora;
- Produziu 153 mil toneladas de pera;
- Produziu 137 mil toneladas de cereja;

Além de produções menores de outros produtos agrícolas.

### Pecuária
Na pecuária, o Irã produziu, em 2019, 6,8 bilhões de litros de leite de vaca; 2,2 milhões de toneladas de carne de frango (um dos 10 maiores produtores do mundo); 272 milhões de litros de leite de cabra; 364 mil toneladas de carne bovina; 75 mil toneladas de mel (um dos 5 maiores produtores do mundo), entre outros.

## Setor secundário

### Indústria
O Banco Mundial lista os principais países produtores a cada ano, com base no valor total da produção. Pela lista de 2019, o Irã tinha a 30.ª indústria mais valiosa do mundo (US $ 61,2 bilhões).
Em 2019, o Irã era o 20.ª maior produtor de veículos do mundo (821 mil) e o 10.ª maior produtor de aço (31,9 milhões de toneladas).

### Energia
Nas energias não renováveis, em 2020, o país era o 9.º maior produtor de petróleo do mundo, 2,6 milhões de barris/dia. Em 2019, o país consumia 2 milhões de barris/dia (11.º maior consumidor do mundo). O país foi o 18.º maior exportador de petróleo do mundo em 2014 (785 mil barris/dia). Em 2015, o Irã era o 3.º maior produtor mundial de gás natural, 184,8 bilhões de m³ ao ano. Em 2007 o Irã era o 24.ª maior exportador de gás do mundo (6,2 bilhões de m³ ao ano). Não produz carvão.  Em 2019, o Irã também possuía 1 usina atômica em seu território, com uma potência instalada de 0,9 GW.
Nas energias renováveis, em 2020, o Irã era o 57.º maior produtor de energia eólica do mundo, com 0,3 GW de potência instalada, e era o 49.º maior produtor de energia solar do mundo, com 0,4 GW de potência instalada

### Mineração
Em 2019, o país era o 2.º maior produtor mundial de gipsita;  o 8.º maior produtor mundial de molibdênio; o 8.º maior produtor mundial de antimônio; o 11.º maior produtor mundial de minério de ferro; o 18.º maior produtor mundial de enxofre, além de ser o 21.º maior produtor mundial de sal. Era o 13.º maior produtor do mundo de urânio em 2018.